# Meistriliiga
Premium Liiga – najwyższa w hierarchii klasa męskich ligowych rozgrywek piłkarskich w Estonii, będąca jednocześnie najwyższym szczeblem centralnym (I poziom ligowy), utworzona w 1992 roku i od samego początku zarządzana przez Estoński Związek Piłki Nożnej (EJL). Zmagania w jej ramach toczą się cyklicznie (co sezon) i przeznaczone są dla 10 najlepszych krajowych klubów piłkarskich. Jej triumfator zostaje Mistrzem Estonii, zaś najsłabsze drużyny są relegowane do Esiliigi (II ligi estońskiej).

## Historia
Mistrzostwa Estonii w piłce nożnej rozgrywane są od 1992 roku, po rozpadzie ZSRR w 1991. Wcześniej od 1921 roku organizowane mistrzostwa Łotwy każdego roku, z wyjątkiem sezonu 1941 z powodu okupacji radzieckiej. Po wkroczeniu wojsk niemieckich dwa sezony odbyły się podczas II wojny światowej. W okresie od 1945 do 1991 rozgrywane mistrzostwa Estońskiej SRR, a najlepsze kluby kraju uczestniczyły w mistrzostwach ZSRR. Po odzyskaniu niepodległości w 1992 wystartowały rozgrywki Premium Liigi. Następny sezon 1992/93 został rozegrany systemem jesień-wiosna. Po zakończeniu sezonu 1997/98 podobnie do krajów skandynawskich przywrócono system rozgrywek wiosna-jesień.

## System rozgrywek
Obecny format ligi zakładający podział rozgrywek na 4 koła obowiązuje od sezonu 1999.
Rozgrywki składają się z 36 kolejek spotkań rozgrywanych pomiędzy drużynami systemem kołowym. Każda para drużyn rozgrywa ze sobą cztery mecze – dwa w roli gospodarza, dwa jako goście. Od sezonu 2005 w lidze występuje 10 zespołów. W przeszłości liczba ta wynosiła od 8 do 14. Drużyna zwycięska za wygrany mecz otrzymuje 3 punkty (do sezonu 1993/94 2 punkty), 1 za remis oraz 0 za porażkę.
Zajęcie pierwszego miejsca po ostatniej kolejce spotkań oznacza zdobycie tytułu Mistrzów Estonii w piłce nożnej. Mistrz Estonii kwalifikuje się do eliminacji Ligi Mistrzów UEFA. Druga oraz trzecia drużyna zdobywają możliwość gry w Lidze Europy UEFA. Również zwycięzca Pucharu Estonii startuje w eliminacjach do Ligi Europy lub, w przypadku, w którym zdobywca krajowego pucharu zajmie pierwsze miejsce w lidze – możliwość gry w eliminacjach do Ligi Europy otrzymuje również czwarta drużyna klasyfikacji końcowej. Zajęcie ostatniego miejsca wiąże się ze spadkiem drużyny do Esiliigi. Przedostatnia drużyna w tablicy walczy w barażach play-off z drugą drużyną Esiliigi o utrzymanie w najwyższej lidze.
W przypadku zdobycia tej samej liczby punktów, klasyfikacja końcowa ustalana jest na podstawie wyniku dwumeczu pomiędzy drużynami, w następnej kolejności w przypadku remisu – na podstawie różnicy bramek w pojedynku bezpośrednim, następnie na podstawie ogólnego bilansu bramkowego osiągniętego w sezonie, większej liczby bramek zdobytych oraz w ostateczności z wykorzystaniem losowania.

## Skład ligi w sezonie 2025
| Uczestnicy poprzedniej edycji | Uczestnicy poprzedniej edycji | Uczestnicy poprzedniej edycji | Uczestnicy poprzedniej edycji |
| --- | ----------------------------- | ----------------------------- | ----------------------------- |
| LEV | FCI Levadia Tallinn           | Tallinn                       | 1                             |
| NÕM | Nõmme Kalju                   | Tallinn                       | 2                             |
| PAI | Paide Linnameeskond           | Paide                         | 3                             |
| FLO | Flora Tallinn                 | Tallinn                       | 4                             |
| TMT | Tartu JK Tammeka              | Tartu                         | 5                             |
| NVA | JK Narva Trans                | Narwa                         | 6                             |
| VPR | FC Pärnu Vaprus               | Parnawa                       | 7                             |
| KUR | FC Kuressaare                 | Kuressaare                    | 8                             |
| po barażach |                               |                               |                               |
| KAL | Kalev Tallinn                 | Tallinn                       | 9                             |
| Spadek z Meistriliiga 2024 |                               |                               |                               |
| NÕU | Nõmme United                  | Tallinn                       | 10                            |
| Awans z Esiliigi 2024 |                               |                               |                               |
| HAR | Harju JK Laagri               | Laagri                        | 1                             |
| Oznaczenia: - kolumna pierwsza – skróty nazw drużyn, - kolumna trzecia – siedziba klubu, - kolumna czwarta – miejsce zajęte w poprzednim sezonie. |                               |                               |                               |

## Statystyka

### Tabela medalowa
Mistrzostwo Estonii zostało do tej pory zdobyte przez 13 różnych drużyn. 7 z nich zostało mistrzami od wprowadzenia obecnych zasad rozgrywek od sezonu 1992.
Stan na grudzień 2024.
| Lp. | Klub                  | Miejsca na podium | Miejsca na podium | Miejsca na podium | Zwycięskie sezony                                                |   |   |                                                                                                   |
| --- | --------------------- | ----------------- | ----------------- | ----------------- | ---------------------------------------------------------------- | - | - | ------------------------------------------------------------------------------------------------- |
| Lp. | Klub                  | 1.                | Flora Tallinn     | 15                | Zwycięskie sezony                                                | 7 | 6 | 1993/94, 1994/95, 1997/98, 1998, 2001, 2002, 2003, 2010, 2011, 2015, 2017, 2019, 2020, 2022, 2023 |
| 2.  | Levadia Tallinn       | 11                | 11                | 3                 | 1999, 2000, 2004, 2006, 2007, 2008, 2009, 2013, 2014, 2021, 2024 |   |   |                                                                                                   |
| 3.  | Sport Tallinn         | 9                 | 5                 | 2                 | 1921, 1922, 1924, 1925, 1927, 1929, 1931, 1932, 1933             |   |   |                                                                                                   |
| 4.  | Estonia Tallinn       | 6                 | 3                 | 0                 | 1934, 1935, 1936, 1937/1938, 1938/1939, 1943                     |   |   |                                                                                                   |
| 5.  | Kalev Tallinn         | 2                 | 4                 | 7                 | 1923, 1930                                                       |   |   |                                                                                                   |
| 5.  | TJK Tallinn           | 2                 | 4                 | 6                 | 1926, 1928                                                       |   |   |                                                                                                   |
| 7.  | Nõmme Kalju           | 2                 | 3                 | 4                 | 2012, 2018                                                       |   |   |                                                                                                   |
| 8.  | Lantana Tallinn       | 2                 | 1                 | 1                 | 1995/96, 1996/97                                                 |   |   |                                                                                                   |
| 9.  | Norma Tallinn         | 2                 | 1                 | 0                 | 1992, 1992/93                                                    |   |   |                                                                                                   |
| 10. | TVMK Tallinn          | 1                 | 3                 | 6                 | 2005                                                             |   |   |                                                                                                   |
| 11. | Infonet Tallinn       | 1                 | 0                 | 0                 | 2016                                                             |   |   |                                                                                                   |
| 11. | Olümpia Tartu         | 1                 | 0                 | 0                 | 1939/40                                                          |   |   |                                                                                                   |
| 11. | PSR Tartu             | 1                 | 0                 | 0                 | 1942                                                             |   |   |                                                                                                   |
| 14. | Puhkekodu Tallinn     | 0                 | 2                 | 2                 |                                                                  |   |   |                                                                                                   |
| 15. | Sillamäe Kalev        | 0                 | 2                 | 1                 |                                                                  |   |   |                                                                                                   |
| 16. | Sadam Tallinn         | 0                 | 2                 | 0                 |                                                                  |   |   |                                                                                                   |
| 17. | Narva Trans           | 0                 | 1                 | 6                 |                                                                  |   |   |                                                                                                   |
| 18. | Paide Linnameeskond   | 0                 | 1                 | 3                 |                                                                  |   |   |                                                                                                   |
| 19. | SÜ Esta Tallinn       | 0                 | 1                 | 1                 |                                                                  |   |   |                                                                                                   |
| 19. | Tulevik Viljandi      | 0                 | 1                 | 1                 |                                                                  |   |   |                                                                                                   |
| 21. | ASK Tartu             | 0                 | 1                 | 0                 |                                                                  |   |   |                                                                                                   |
| 21. | Eesti Põlevkivi Jõhvi | 0                 | 1                 | 0                 |                                                                  |   |   |                                                                                                   |
| 21. | Merkur Tallinn        | 0                 | 1                 | 0                 |                                                                  |   |   |                                                                                                   |
| 24. | Võitleja Narva        | 0                 | 0                 | 3                 |                                                                  |   |   |                                                                                                   |
| 25. | Pärnu Tervis          | 0                 | 0                 | 2                 |                                                                  |   |   |                                                                                                   |
| 25. | Nikol Tallinn         | 0                 | 0                 | 2                 |                                                                  |   |   |                                                                                                   |
| 27. | Siirius Tallinn       | 0                 | 0                 | 1                 |                                                                  |   |   |                                                                                                   |
| 27. | Võitleja Tallinn      | 0                 | 0                 | 1                 |                                                                  |   |   |                                                                                                   |